# 北歐航空933號班機空難
北歐航空933號班機空難發生於太平洋標準時間1969年1月13日19時21分，當時北歐航空的一架道格拉斯DC-8-62在向洛杉磯機場07R跑道進近時墜入聖莫妮卡灣，墜機地點位於洛杉磯機場以西約6海里（11）。該班機駕駛人員忙於排除起落架燈號問題而忽略飛行高度，從而引發了這起事故，導致15人死亡，17人受傷。

## 事故經過
1969年1月13日，編號為LN-MOO的DC-8-62客機執行SK933號班機由哥本哈根經西雅圖飛往洛杉磯。當機組人員正在進行向洛杉磯國際機場07R跑道的儀表進近時，飛機前起落架上的綠燈發生故障，機組人員開始嘗試將這一故障排除，飛機下降的速率卻持續升高，使得飛機最終墜海。機上45人中，3名乘客和1名空中乘务员溺水身亡，9名乘客和2名乘務員失蹤並被推測已死亡。11名乘客與包括機長、副機師、飛航工程師在內的6名機組人員不同程度受傷，13名乘客未受任何傷害而逃生。飛機則因撞擊而損毀。
失事客機的機身斷成三截，其中兩段沉入水下350英尺（110）處，包括機翼、前部客艙和駕駛艙在內的第三段在水面漂浮約20小時後被拖至淺水中，後來又被移走。

## 可能原因
事故的可能原因是機組人員未能協調，且在降落時未能適當地注意飛機在空中的位置，直至飛機墜海。此外，起落架指示燈的設置和對最低通過高度的忽視也導致了這一事故的發生。

## 外部連結
- NTSB對此次事故的總結（页面存档备份，存于）
- NTSB對此次事故的完整報告
- Harrison, Scott. "SAS jetliner crashes off L.A. coast, 1969." 洛杉磯時報. 2011年5月10日
- 航空安全網對此次事故的描述（页面存档备份，存于）